# Wacław Bierkowski
Wacław Kazimierz Bierkowski (ur. 17 sierpnia 1942 w Łodzi, zm. 20 maja 2017 w Limassol) – polski dziennikarz radiowy i telewizyjny, prezes Łódzkiej Rozgłośni Polskiego Radia (1996–1998).

## Życiorys
Ukończył studia na Uniwersytecie Ekonomicznym w Łodzi oraz dziennikarstwo na Uniwersytecie Warszawskim. Był aktorem Studenckiego Teatru Satyry „Pstrąg”. Po studiach pracował jako lektor i dziennikarz TVP w Łodzi oraz łódzkiej rozgłośni Polskiego Radia (1968–1980).
Był członkiem Zrzeszenia Studentów Polskich w Łodzi (1960–1968), a także członkiem komisji kultury ZSP. Był członkiem Związku Młodzieży Socjalistycznej w Łodzi (1966–1971) i przewodniczącym Koła ZMS w Biurze Projektów Urządzeń Technologicznych „Protech” (1966–1968), a także członkiem zarządu dzielnicowego oraz przewodniczącym jego Komisji Rewizyjnej ZMS Łódź-Widzew. Od 1968 należał do Stowarzyszenia Dziennikarzy Polskich. W 1967 wstąpił do PZPR. Był sekretarzem (1974–1977) oraz I sekretarzem (1977–1980) POP przy Rozgłośni Polskiego Radia w Łodzi, zaś w latach 1980–1982 sekretarzem ds. propagandy Komitetu Dzielnicowego Widzew.
W latach 90. XX. był zastępcą kierownika działu PAP oraz był prezesem Łódzkiej Rozgłośni Polskiego Radia (1996–1998). Był dyrektorem Delegatury Urzędu Miasta Łódź-Widzew (2002), a pod koniec życia członkiem Łódzkiego Stowarzyszenia Pomocy Szkole.

### Życie prywatne
Był synem Józefa i Jadwigi Bierkowskich. Miał córkę Olę i syna Łukasza. Został pochowany na cmentarzu w Limassol.

## Odznaczenia
- Krzyż Kawalerski Orderu Odrodzenia Polski (2005) – za wybitne zasługi na rzecz studenckiego ruch kulturalnego[7].